# Dallas Cowboys 2015
La stagione 2015 dei Dallas Cowboys è stata la 56ª della franchigia nella National Football League e la quinta completa con Jason Garrett come capo-allenatore.
Prima della stagione, i più grandi punti interrogativi che coinvolgevano la squadra erano stati se questa sarebbe stata in grado di rinnovare i contratti di due delle sue stelle in attacco, il running back DeMarco Murray e il wide receiver Dez Bryant. Su Bryant fu applicata la franchise tag a gennaio, dopo di che firmò un contratto di cinque anni del valore di 70 milioni di dollari. Murray invece si accasò ai rivali di division dei Philadelphia Eagles.
La squadra fu tormentata per tutta la stagione dagli infortuni, cambiando quattro diversi quarterback, Tony Romo, Brandon Weeden, Matt Cassel e Kellen Moore, mentre lo stesso Bryant saltò diverse partite. I Cowboys furono ufficialmente eliminati dalla caccia ai playoff con la sconfitta per 16-19 contro i New York Jets nella settimana 15.

## Scelte nel Draft 2015

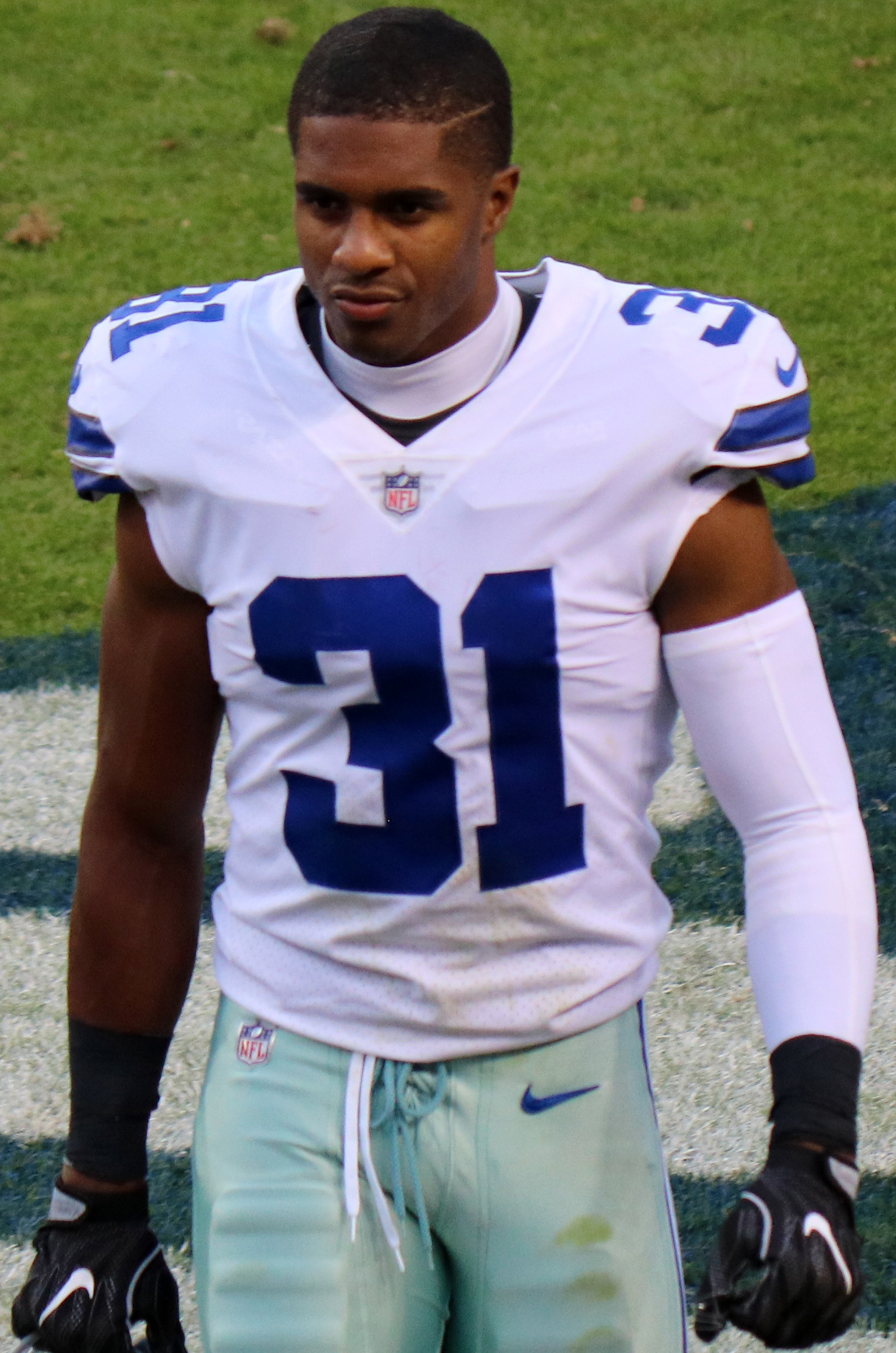
Byron Jones fu la scelta del primo giro dei Cowboys nel 2015

| Scelte dei Cowboys nel Draft 2015 |        |                 |                  |               |
| Giro                              | Scelta | Giocatore       | Ruolo            | College       |
| 1                                 | 27     | Byron Jones     | Cornerback       | Connecticut   |
| 2                                 | 60     | Randy Gregory   | Defensive end    | Nebraska      |
| 3                                 | 91     | Chaz Green      | Offensive tackle | Florida       |
| 4                                 | 127    | Damien Wilson   | Linebacker       | Minnesota     |
| 5                                 | 163    | Ryan Russell    | Defensive end    | Purdue        |
| 7                                 | 236    | Mark Nzeocha    | Linebacker       | Wyoming       |
| 7                                 | 243    | Laurence Gibson | Offensive tackle | Virginia Tech |
| 7                                 | 246    | Geoff Swaim     | Tight End        | Texas         |

## Staff
| Staff dei Dallas Cowboys nel 2015 |
| --- |
| Organi dirigenziali - Proprietario/Presidente/General Manager: Jerry Jones - Vice Presidente Esecutivo/Direttore del personale: Sthephen Jones - Vice Presidente Esecutivo/Capo Marketing: Jerry Jones Jr. - Vice Presidente Esecutivo/Presidente della charity foundation: Charlotte Jones Anderson Capo allenatore - Jason Garrett Altri allenatori - Assistente del capo-allenatore/Difesa: Monte Kiffin - Assistente del capo-allenatore/Wide Receiver: Jimmy Robinson - Sviluppo della forza e della condizione: Mike Woicik - Assistente dello sviluppo della forza e della condizione: Brett Bech e Kendall Smith - Assistente dell'attacco/difesa: Dave Borgonzi - Qualità e controllo dell'attacco/Wide Receiver: Keith O'Quinn - Qualità e controllo/Linebacker: Ben Bloom Allenatori dell'attacco - Coordinatore dell'attacco: Scott Linehan - Quarterback: Wade Wilson - Running back: Gary Brown - Wide receiver: Derek Dooley - Tight End: Wes Phillips - Offensive Line: Vacante - Assistente Offensive Line: Frank Pollak Allenatori della difesa - Coordinatore della difesa: Rod Marinelli - Assistente della difesa/Defensive Line: Leon Lett - Defensive Line: Vacante - Linebacker: Matt Eberflus - Secondary: Jerome Henderson - Assistente Secondary Joe Baker Allenatori dello special team - Coordinatore dello Special Team: Rich Bisaccia - Assistente dello Special Team/Kicker: Chris Boniol |

## Roster
| Roster dei Dallas Cowboys nel 2015 |
| --- |
| Quarterback - 16 Matt Cassel - 9 Tony Romo Running Back - 44 Tyler Clutts FB - 25 Lance Dunbar KR - 20 Darren McFadden - 21 Joseph Randle - 23 Robert Turbin Wide Receiver - 11 Cole Beasley PR - 88 Dez Bryant - 19 Brice Butler - 15 Devin Street - 13 Lucky Whitehead - 83 Terrance Williams Tight End - 89 Gavin Escobar - 84 James Hanna - 87 Geoff Swaim - 82 Jason Witten Offensive Linemen - 73 Mackenzy Bernadeau C/G - 78 Charles Brown T - 71 La'el Collins G/T - 72 Travis Frederick C - 68 Doug Free T - 65 Ronald Leary G - 70 Zack Martin G - 77 Tyron Smith T Defensive Linemen - 93 Ken Bishop DT - 60 Davon Coleman DT - 58 Jack Crawford DT/DE - 98 Tyrone Crawford DT - 94 Randy Gregory DE - 96 Nick Hayden DT - 90 DeMarcus Lawrence DE - 97 Terrell McClain DT - 92 Jeremy Mincey DE - 99 Ryan Russell DE/DT Linebacker - 52 Andrew Gachkar MLB/OLB - 59 Anthony Hitchens OLB/MLB - 50 Sean Lee OLB/MLB - 56 Keith Smith OLB - 51 Kyle Wilber OLB/DE - 57 Damien Wilson OLB/MLB Defensive Back - 39 Brandon Carr CB - 42 Barry Church SS - 24 Morris Claiborne CB - 38 Jeff Heath FS/SS - 31 Byron Jones CB/FS - 40 Danny McCray SS/FS - 26 Tyler Patmon CB - 23 Corey White CB/FS - 27 J.J. Wilcox FS Special Team - 5 Dan Bailey K - 6 Chris Jones P - 91 L.P. Ladouceur LS Lista delle riserve - -- Kenneth Boatright DE (IR) - 69 Cody Clay G/T (IR) - -- Reshod Fortenberry G/T (IR) - 47 Ka'Lial Glaud MLB/OLB (IR) - 79 Chaz Green T (PUP) - 76 Greg Hardy DE/DT (Sospeso) - 34 Michael Hill RB (IR) - -- Cameron Lawrence OLB/MLB (IR) - 55 Rolando McClain MLB (Sospeso) - 53 Mark Nzeocha OLB (NF-Inj.) - 32 Orlando Scandrick CB (IR) - -- Rod Sweeting CB (IR) - 64 Chris Whaley DT (IR) Squadra di allenamento - 43 Dakorey Johnson OLB - 85 Vince Mayle WR - 17 Kellen Moore QB - 29 Deji Olatoye CB - 62 Ronald Patrick G/C - 7 Jameill Showers QB - 14 Rodney Smith WR - 48 Joe Thomas MLB - 75 Darrion Weems T - 61 John Wetzel T/G 53 attivi, 10 inattivi, 10 nella squadra di allenamento, 13 free agent |
| Legenda - I rookie sono in corsivo. - Il primo ruolo è il principale mentre gli eventuali successivi indicano i ruoli secondari. - (IR) sta per Injured Reserve ed indica la lista ristretta per un solo giocatore infortunato che può tornare ad allenarsi dopo la settimana 6 e a rientrare in prima squadra dopo che questa ha giocato 8 partite. - (NF-Inj.) / (NF-Ill.) stanno rispettivamente per Non-Football Injured e Non-Football Illness ed indicano le liste dove viene inserito un giocatore che ha un infortunio o una malattia non dipendente dal football americano. - (PUP) sta per Physically Unable to Perform ed indica la lista dove viene inserito un giocatore mentre è in attesa di recuperare la condizione fisica. Nella stagione regolare dopo la sesta partita giocata dalla propria squadra, il giocatore ha tempo tre settimane per riprendere ad allenarsi, più tre settimane aggiuntive dal suo rientro agli allenamenti per rientrare in prima squadra. |

## Calendario
Il calendario della stagione è stato annunciato ad aprile 2015.
| Turno | Data               | Avversario              | Risultato          | Record             | Stadio                  | NFL.com recap      |
| ----- | ------------------ | ----------------------- | ------------------ | ------------------ | ----------------------- | ------------------ |
| 1     | 13/9               | New York Giants         | V 27–26            | 1–0                | AT&T Stadium            | Recap              |
| 2     | 20/9               | at Philadelphia Eagles  | V 20–10            | 2–0                | Lincoln Financial Field | Recap              |
| 3     | 27/9               | Atlanta Falcons         | S 28–39            | 2–1                | AT&T Stadium            | Recap              |
| 4     | 4/10               | at New Orleans Saints   | S 20–26 (DTS)      | 2–2                | Mercedes-Benz Superdome | Recap              |
| 5     | 11/10              | New England Patriots    | S 6–30             | 2–3                | AT&T Stadium            | Recap              |
| 6     | Settimana di pausa | Settimana di pausa      | Settimana di pausa | Settimana di pausa | Settimana di pausa      | Settimana di pausa |
| 7     | 25/10              | at New York Giants      | S 20–27            | 2–4                | MetLife Stadium         | Recap              |
| 8     | 1/11               | Seattle Seahawks        | S 12–13            | 2–5                | AT&T Stadium            | Recap              |
| 9     | 8/11               | Philadelphia Eagles     | S 27–33 (DTS)      | 2–6                | AT&T Stadium            | Recap              |
| 10    | 15/11              | at Tampa Bay Buccaneers | S 6–10             | 2–7                | Raymond James Stadium   | Recap              |
| 11    | 22/11              | at Miami Dolphins       | V 24–14            | 3–7                | Sun Life Stadium        | Recap              |
| 12    | 26/11              | Carolina Panthers       | S 14–33            | 3–8                | AT&T Stadium            | Recap              |
| 13    | 7/12               | at Washington Redskins  | V 19–16            | 4–8                | FedEx Field             | Recap              |
| 14    | 13/12              | at Green Bay Packers    | S 7–28             | 4–9                | Lambeau Field           | Recap              |
| 15    | 19/12              | New York Jets           | S 16–19            | 4–10               | AT&T Stadium            | Recap              |
| 16    | 27/12              | at Buffalo Bills        | S 6–16             | 4–11               | Ralph Wilson Stadium    | Recap              |
| 17    | 3/1                | Washington Redskins     | S 23–34            | 4–12               | AT&T Stadium            | Recap              |

Note

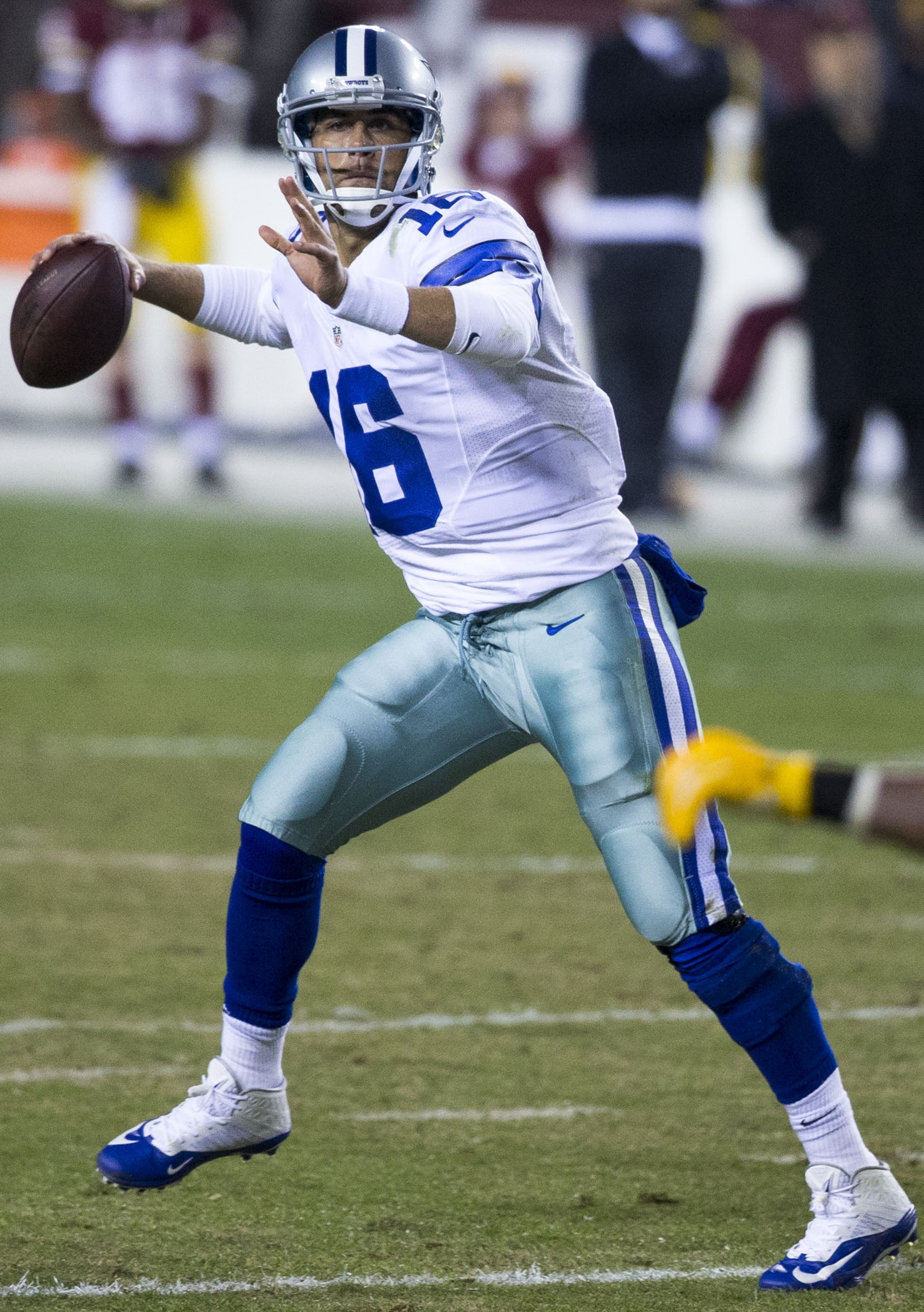
Matt Cassel nella gara della settimana 13 contro i Redskins

- Gli avversari della propria division sono in grassetto.

## Classifiche

### Division
| NFC East                | NFC East | NFC East | NFC East | NFC East | NFC East | NFC East | NFC East | NFC East | NFC East |
|                         | V        | S        | P        | %        | DIV      | CONF     | PF       | PS       | Str.     |
| ----------------------- | -------- | -------- | -------- | -------- | -------- | -------- | -------- | -------- | -------- |
| (4) Washington Redskins | 9        | 7        | 0        | .563     | 4–2      | 8–4      | 388      | 379      | V4       |
| Philadelphia Eagles     | 7        | 9        | 0        | .438     | 3–3      | 4–8      | 377      | 430      | V1       |
| New York Giants         | 6        | 10       | 0        | .375     | 2–4      | 4–8      | 420      | 442      | S3       |
| Dallas Cowboys          | 4        | 12       | 0        | .250     | 3–3      | 3–9      | 275      | 374      | S4       |